# Sepiola boletzkyi
Sepiola boletzkyi (лат.) — вид мелких прибрежных головоногих моллюсков из семейства сепиолид (Sepiolidae).
Описан по двум экземплярам из Эгейского моря (восточное Средиземноморье). Типовые экземпляры хранятся в Музее факультета рыболовства Эгейского университета в Измире (Турция). Самец отличается от самцов других видов рода наличием в дорсальном ряду дистальной части гектокотиля сочетания гомоморфных кончиков вентральных конечностей, восьми увеличенных присосок, разделенных на две группы, и дорсальной лопасти, дополняющей копулятивный аппарат. У самок бурса копулятрикс крупная и, в отличие от всех других видов этого рода, имеет большой грибовидный отросток в стенке мантии.